# Efapel-Glassdrive/Saison 2015
Dieser Artikel listet Erfolge und Fahrer des Radsportteams Efapel-Glassdrive in der Saison 2015 auf.

## Erfolge in der UCI Europe Tour
Bei den Rennen der UCI Europe Tour im Jahr 2015 gelangen dem Team nachstehende Erfolge.
| Datum     | Rennen                                                 | Kat. | Fahrer             |
| --------- | ------------------------------------------------------ | ---- | ------------------ |
| 12. Juli  | 3. Etappe Grande Prémio Internacional de Torres Vedras | 2.2  | David de la Fuente |
| 2. August | 4. Etappe Volta a Portugal                             | 2.1  | Filipe Cardoso     |

## Abgänge – Zugänge
| Zugänge            | Team 2014             | Abgänge            | Team 2015                   |
| ------------------ | --------------------- | ------------------ | --------------------------- |
| Arkaitz Durán      | OFM-Quinta da Lixa    | Ricardo Mestre     | Clube de Ciclismo de Tavira |
| Domingos Gonçalves | La Pomme Marseille 13 | Carlos Oyarzun     | Keith Mobel-Partizan        |
| David de la Fuente | Torku Şekerspor       | Bruno Silva        | LA Aluminios-Antarte        |
| Alejandro Marque   | Super Froiz           | Sérgio Sousa       | LA Aluminios-Antarte        |
| Óscar González     | Neoprofi              | Víctor de la Parte | Team Vorarlberg             |
| Diogo Santos       | Neoprofi              | Garikoitz Bravo    | Murias Taldea               |
|                    |                       | Joao Silva         | Unbekannt                   |

## Mannschaft
| Name               | Geburtstag        | Nationalität |
| ------------------ | ----------------- | ------------ |
| Jóni Brandão       | 20. November 1989 | Portugal     |
| Filipe Cardoso     | 15. Mai 1984      | Portugal     |
| David de la Fuente | 4. Mai 1981       | Spanien      |
| Arkaitz Durán      | 18. Mai 1986      | Spanien      |
| Hélder Ferreira    | 15. Februar 1991  | Portugal     |
| Domingos Goncalves | 13. Februar 1989  | Portugal     |
| Óscar González     | 28. Februar 1992  | Spanien      |
| Alejandro Marque   | 23. Oktober 1981  | Spanien      |
| Diego Rubio        | 13. Juni 1991     | Spanien      |
| Diogo Santos       | 20. Dezember 1993 | Portugal     |
| Rafael Silva       | 14. November 1990 | Portugal     |